# 라 수에르테 데 롤리
《라 수에르테 데 롤리》(스페인어: La suerte de Loli)은 2021년 방영된 미국의 텔레노벨라이다.